# 인도의 탄도 미사일 방어

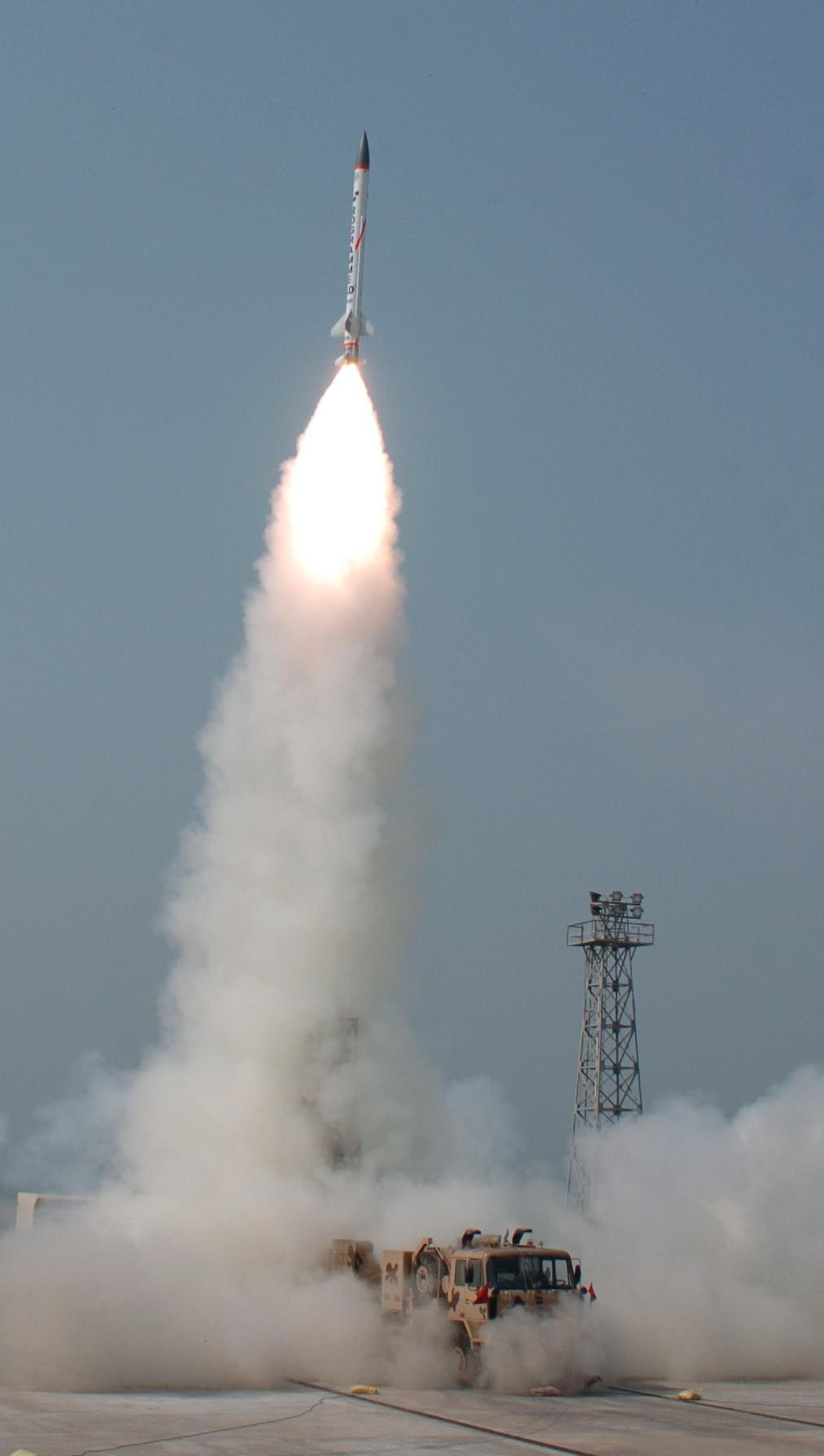
AAD 미사일이 발사되고 있다

인도는 파키스탄의 탄도 미사일 위협에 대응하기 위해, 상층방어와 하층방어의 2단계 미사일 방어를 계획하였다. 파키스탄은 북한으로부터 사거리 1800 km 인 노동 1호를 수입했다. Prithvi Air Defence (PAD) 미사일은 상층방어를 하며, Advanced Air Defence (AAD) 미사일은 하층방어를 한다. 이러한 미사일 방어 시스템으로 5,000 km에서 날라오는 어떤 위협물체도 요격할 수 있다.
- 하층방어 : AAD 미사일. 인도판 패트리어트 미사일
- 상층방어 : 프리트비 대공미사일. 인도판 THAAD 미사일

프리트비 대공미사일(PAD)은 2006년 11월, AAD는 December 2007년 12월에 테스트했다. 프리트비 대공미사일의 성공으로, 인도는 미국, 러시아, 이스라엘에 이어 미사일 방어를 개발한 4번째 국가가 되었다. 2009년 3월 6일, 또다른 테스트에서, 인도는 75 km 고도에서 적미사일을 요격하는데 성공했다.

## 모델
인도 정부는 인도 전역의 미사일 방어를 위해 6가지 미사일 시스템을 개발할 계획이다. 쁘라디윰나 미사일(PAD), AAD 미사일, PDV 미사일, 아카쉬 미사일 등이 알려져 있다.

## 이스라엘
인도는 미사일 방어를 위해 이스라엘의 애로우2 미사일 시스템을 구입하려고 했다. 애로우 시스템은 이스라엘과 미국이 합작개발한 것이다. 그러나, 미국이 미사일과 옐로시트론 통제시스템의 판매에 반대하면서, 거래는 무산되었다. 인도는 이스라엘과 합작으로 장거리추적레이다를 개발하였다.

## 프리트비 지대공미사일

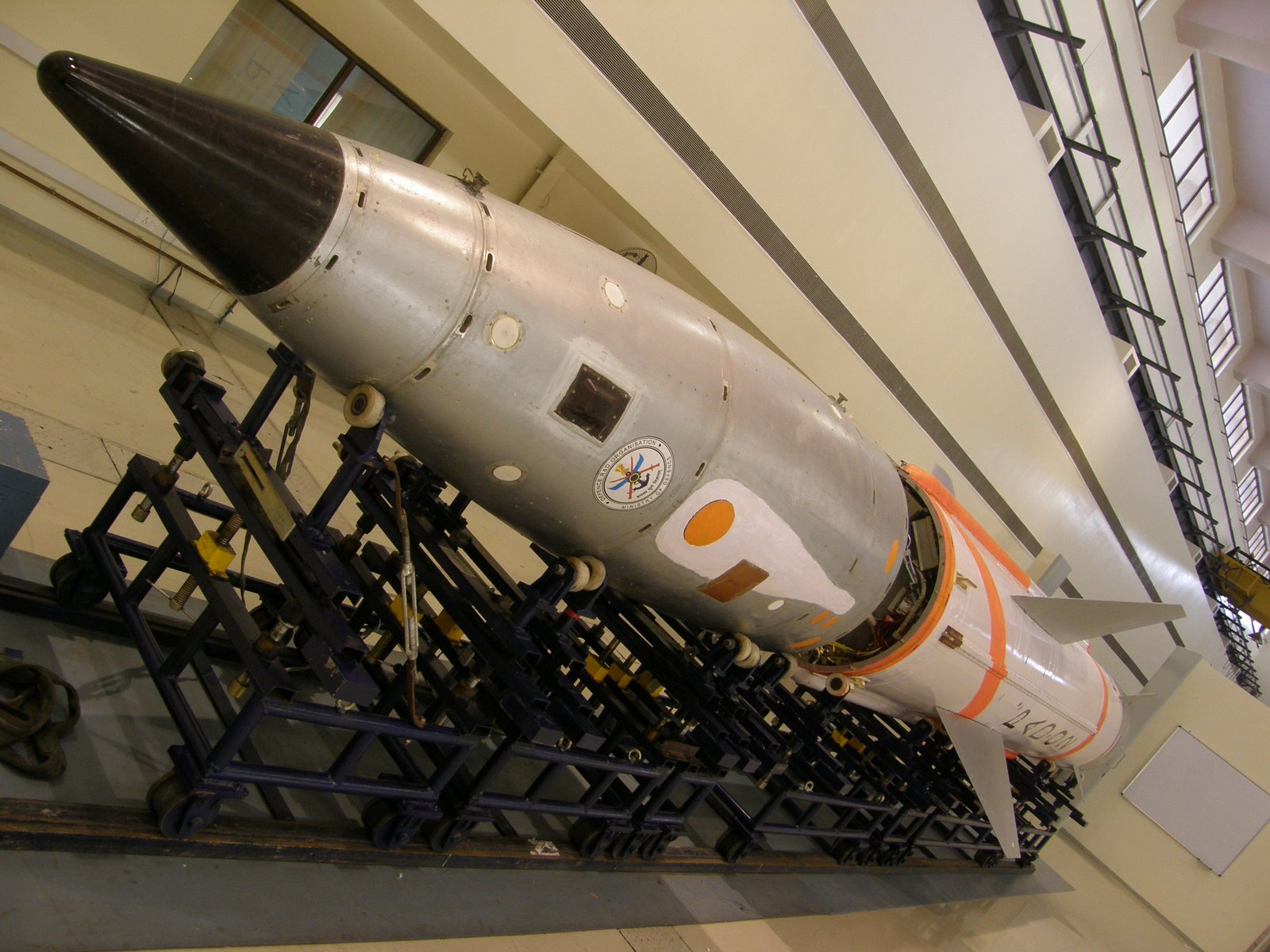
프리트비 지대공 미사일. 프리트비 지대지 미사일을 최근 개조해서 인도판 THAAD 미사일로 사용하고 있다

프리트비 지대공미사일(PAD : Prithvi Air Defence)은 적의 탄도 미사일을 대기권 밖에서 요격하는 미사일이다. 프리트비 지대지미사일을 개조한 것이다. PAD는 1단 액체연료, 2단 고체연료를 사용하며, 최고 80 km 고도에서 요격을 할 수 있다.
초기유도는 내부항법시스템을 사용한다. 중간유도는 장거리추적레이다를 사용한다. 장거리추적레이다인 스워드피쉬 레이다는 이스라엘과 합작개발한 것으로서 인도판 그린파인 레이다이다. 종말유도는 미사일에 장착된 액티브 레이다를 사용한다. 프리트비 지대공미사일은 마하 5의 속도로 날아오는 300에서 2,000 km 급의 탄도 미사일을 요격할 수 있다.
스워드피쉬 레이다는 프리트비 지대공미사일의 목표물푁득레이다와 화력통제레이다이다. AESA 레이다이며, 600 km 거리의 200개의 목표물을 동시에 추적한다.
프리트비 지대공미사일의 이름은 쁘라디윰나로 결정되었다.
향후 쁘라디윰나 미사일은 50~80 km 거리의 요격능력이 향상될 것이다. 현재 미국과 러시아만 사용하고 있는 gimbaled directional warhead(지향성 탄두)가 사용될 것이다. 이 기술은 보다 작은 탄두로 목표 미사일을 파괴할 수 있게 한다.

## 아카쉬 미사일
아카쉬 미사일은 인도가 독자적으로 개발한 인도산 패트리어트 미사일이다. 사거리 35 km, 고도 30 km의 중거리 지대공 미사일이다.

## PDV 미사일
2014년 4월 26일 인도 구축함에서 PDV 미사일을 최초 시험발사해 대기권 밖에서 탄도 미사일 요격을 하는데 성공했다. 사거리 5000 km 탄도 미사일을 고도 150 km 의 대기권 밖에서 요격한다. 2단 고체연료를 사용하며, 적외선 시커를 장착했다.

## 같이 보기
- 프리트비 미사일
- 소드피시 장거리 추적 레이다